# Maria Moraes
Maria Antonia Moraes, född 20 juli 1990 i Kärna församling, Linköpings kommun, är en svensk föreläsare, debattör, social entreprenör och politiker för Miljöpartiet de Gröna i Linköping.

## Biografi
Maria Moraes växte upp i Ryd i Linköping. Vid 13 års ålder blev hon placerad på låst institution efter en LVU-dom. Maria Moraes har varit engagerad i KRIS (Kriminellas revansch i samhället). År 2005 blev hon ordförande i det Nationella rådet i det då Arvsfondsfinansierade projektet "Unga KRIS".
Föreningen Individuell Människohjälp tilldelade Maria Moraes IM-priset till Britta Holmströms minne 2012, med motiveringen: "Maria Moraes får IM-priset till Britta Holmströms minne för att hon hade egen kraft att ta sig vidare från en svår ungdomstid med bland annat kriminalitet och institutionsplacering och för att hon sedan använt den kraften för att hjälpa och stödja andra i samma situation".
Pjäsen Fakk alla som spelades på Dramaten i Stockholm 2022 är delvis baserad på Maria Moraes tonårsliv.

## Politisk karriär
Maria Moraes blev partipolitiskt aktiv 2013, invald som ledamot i Stångåstaden AB,s styrelse efter valet 2014, ledamot i kommunfullmäktige sedan 2018 och gruppledare för Miljöpartiet i Linköping sedan 2022.